# 쿼드시티 플레임스
| 쿼드시티 플레임스 | |
| 콘퍼런스          | 서부 콘퍼런스 (2007년~2009년) |
| 디비전            | 웨스트 디비전 (2007년~2009년) |
| 설립연도          | 2007년 |
| 해체연도          | 2009년 |
| 역사              | 메인 매리너스 (1977년~1987년) 유티카 데블스 (1987년~1993년) 세인트존스 플레임스 (1993년~2003년) 오마하 아크사벤 나이츠 (2005년~2007년) 쿼드시티 플레임스 (2007년~2009년) 애버츠퍼드 히트 (2009년~2014년) 애디론댁 플레임스 (2014년~2015년) 스톡턴 히트 (2015년~현재) |
| 경기장            | 아이와이어리스 센터 |
| 연고지            | 일리노이주 몰린 |
| 상징색            | 빨강, 검정, 금, 하양 |
| 구단주            | |
| 단장              | |
| 감독              | |
| NHL 제휴          | |
| ECHL 제휴         | |
| 정규시즌 우승     | |
| 콘퍼런스 우승     | |
| 디비전 우승       | |
| 칼더 컵           | |
| 영구 결번         | |

쿼드시티 플레임스(Quad City Flames)는 미국 일리노이주 몰린을 연고지로 하는 2007년부터 2009년까지 AHL 소속되었던 아이스 하키팀이다.
2009년 연고지를 브리티시컬럼비아주 애버츠퍼드 (애버츠퍼드 히트)로 이전했다.

## 역대 홈경기장
| 쿼드시티 플레임스   |               |          |                 |      |
| 경기장              | 사용기간      | 수용인원 | 장소            | 비고 |
| 아이와이어리스 센터 | 2007년~2009년 | 9,200명  | 일리노이주 몰린 | 빈칸 |